# Sweet Tooth
Sweet Tooth är en amerikansk äventyrs- och dramaserie från 2021 vars första säsong hade premiär den 4 juni 2022. Den andra säsongen har premiär på Netflix den 27 april 2023. Båda säsongerna består av 8 avsnitt. Serien som är skapad av Jim Mickle och Beth Schwartz, och baserad på en seriebok med samma namn av Jeff Lemire. Serien har blivit förnyad med en tredje säsong som hade premiär den 6 juni 2024.

## Handling
Serien utspelar sig i en postapokalyptisk värld och kretsar kring en tioårig pojke, Gus, som är hälften människa och hälften hjort och som tillsammans med sina beskyddare letar efter ett hem och en familj.

## Roller i urval
- Nonso Anozie - Tommy Jepperd
- Christian Convery - Gus
- Adeel Akhtar - Dr. Aditya Singh
- Stefania LaVie Owen - Bear.
- Dania Ramirez - Aimee Eden
- James Brolin - berättare
- Will Forte - Pubba
- Amy Seimetz - Birdie
- Rosalind Chao - Mrs. Helen Zhang
- Kelly Marie Tran - Rosie Zhang
- Cara Gee - Siana